# Hugh Lloyd
Hugh Lewis Lloyd (Chester; 22 de abril de 1923 – Worthing; 14 de julio de 2008) fue un actor británico, conocido principalmente por su trabajo en sitcoms televisivas como Hugh and I en la década de 1960.

## Biografía
Nacido en Chester, Inglaterra, estudió en la The King's School de la misma ciudad. Tras dejar sus estudios, trabajó dos años como periodista del Chester Chronicle.
Su primera interpretación profesional tuvo lugar con la Entertainments National Service Association. Después trabajó en el teatro de repertorio hasta 1957, año en que actuó por primera vez para la serie televisiva Hancock's Half Hour. Muchos años después de su emisión, todavía era recordado por su trabajo en el episodio de la serie titulado The Blood Donor.
Además, trabajó junto a Terry Scott en las series Hugh and I y The Gnomes of Dulwich. Otras series en las que participó fueron Lollipop Loves Mr. Mole (con Peggy Mount), Jury y You Rang M'Lord?. También creó y protagonizó la producción Lord Tramp (1977), escrita por Michael Pertwee. Otro de sus trabajos, aunque de poco éxito, fue el especial de Comedy Playhouse Hughie.
Entre las producciones televisivas en las que intervino figuran She's Been Away (protagonizada por Peggy Ashcroft), The Dunroamin Rising, A Matter Of Will (con Brenda Bruce), y diversas obras de Alan Bennett, principalmente Play of the Week: A Visit From Miss Protheroe (con Patricia Routledge), Say Something Happened (con Julie Walters y Thora Hird), y Me, I'm Afraid Of Virginia Woolf. Fue Goronwy Jones en el episodio de Doctor Who "Delta and the Bannermen", y actuó en numerosos programas televisivos de entretenimiento, incluyendo Babble Quiz y shows con Victoria Wood, Jimmy Cricket.
En el teatro del West End londinense Lloyd actuó tres temporadas en el Teatro Windmill, una temporada en el Teatro Novello con When We Are Married, otras dos en el Novello con No Sex Please, We're British, y también actuó en el Teatro Lyric con la obra Tonight at 8:30. Además, formó parte de la compañía del Royal National Theatre dirigida por Ian McKellen, interpretando The Critic, El jardín de los cerezos y La duquesa de Malfi. Por otra parte, fue intérprete en más de 20 pantomimas.
Lloyd se casó y divorció en tres ocasiones antes de conocer a su última esposa, la periodista Shan Lloyd, con la que se casó en 1983. La pareja permaneció unida hasta el fallecimiento de Lloyd, hecho ocurrido en 2008 en Worthing, Inglaterra.
Lloyd fue nombrado miembro de la Orden del Imperio Británico en 2005 por sus servicios al teatro y por sus actividades caritativas.

## Filmografía
Cine
- The Clandestine Marriage (1998)
- August (1996) - Thomas Prosser
- She's Been Away (1989) - George
- Venom (1981) - Taxista
- Quadrophenia (1979) - Mr. Cale
- Runaway Railway (1965) -
- The Mouse on the Moon (1963) - Fontanero
- Father Came Too! (1963) - Mary Queen Of Scots
- The Punch and Judy Man (1963) - Edward Cox
- She'll Have To Go (1962) - Macdonald
- Go To Blazes (1962) - Bombero

Televisión
- Doc Martin (2005) – Aromatherapy (temporada 2, episodio 4)- Vernon Cooke
- My Hero (2000) - My Hero Christmas (temporada 1, episodio 7) - Santa
- Great Expectations (1999) – El anciano P
- Alicia en el país de las maravillas (1999) - Lacayo/Camarero
- Cider With Rosie (1998) - Joseph Brown
- Blue Heaven (1994) - Limpiador
- Boon: Trial And Error (1991) - George Jenkins
- Victoria Wood (1989) (Over To Pam) - Jim
- Doctor Who (Delta and the Bannermen, 1987) - Goronwy Jones
- Victoria Wood As Seen On TV (1986) - Billy
- Cat's Eyes: Something Nasty Down Below (1985) - Charlie
- A Visit From Miss Protheroe (1978)
- Lord Tramp (1975) - Lord Tramp
- Lollipop Loves Mr. Mole (13 episodios, 1971-1972)
- The Gnomes of Dulwich (1969)
- Hugh and I (1962)
- Hancock's Half Hour (1957-61) - Varios